# ディクラノフォラ
ディクラノフォラ Dicranophora は、ケカビ目に所属するカビの一つ。単一の種 D. fulva のみを含む。この種はキノコに寄生するもので、ごくまれにしか発見されないものである。大型の胞子嚢と、単胞子の小胞子嚢を形成する。

## 概説
このカビは低温性のもので、1930年代までにヨーロッパと北アメリカから何度か発見された。その後長く記録が途絶え、1990年代に再び発見されて詳細な観察が行われた。
黄色いコロニー、二股分枝した枝先の単一の胞子を含む小胞子嚢、それに普通のケカビ型の大きな胞子嚢と二通りの無性生殖器官を持つこと、また有性生殖器官では接合子嚢柄が不等の大きさであることなど、独特の特徴を持つ。担子菌のキノコの上に生じるので寄生菌とされるが、通常の培地の上でもよく生育する。

## 特徴

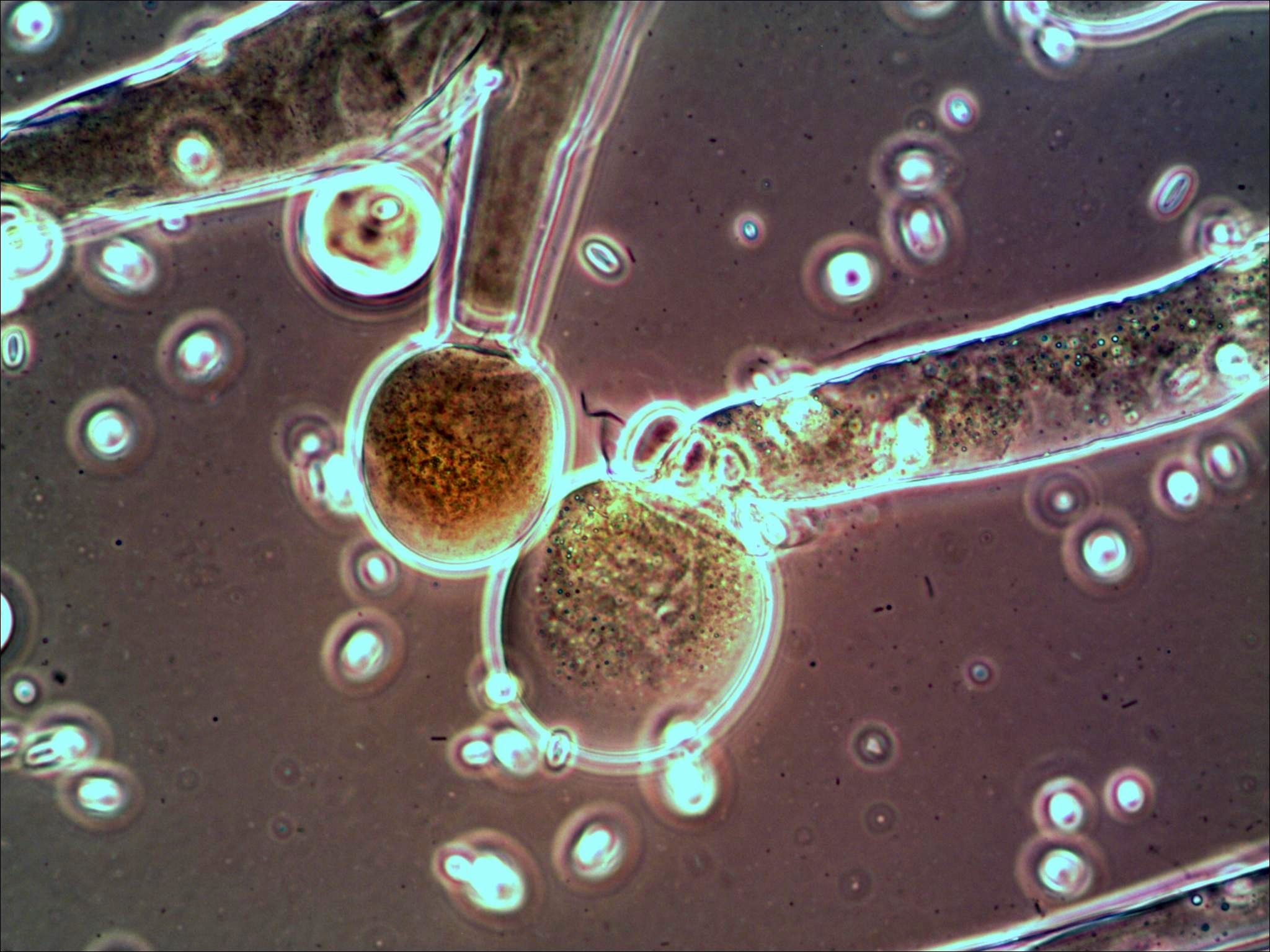
形成中の胞子嚢

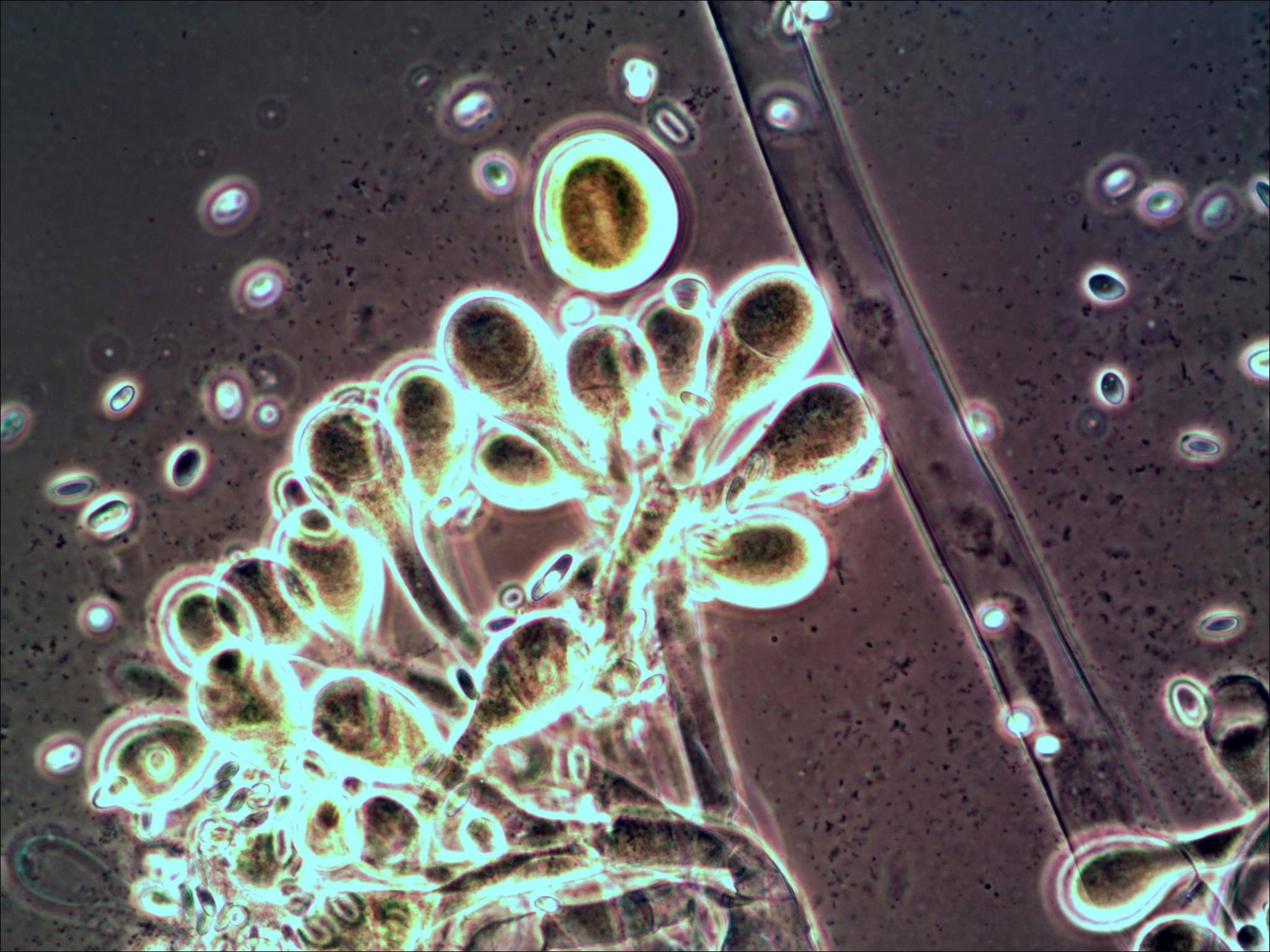
小胞子嚢

よく菌糸を発達させる糸状菌で、若い菌糸は黄色みを帯び、その後に液胞を含んで無色になる。

### 無性生殖
無性生殖は、大きい胞子嚢と小胞子嚢の二通りを生じる。
大きい胞子嚢はケカビとほぼ同型で、柱軸があり、短いながらもアポフィシスがある。胞子嚢壁はとけるように崩壊する。胞子嚢胞子は形で亜球形から広楕円形まで、大きさで(5-)10-20μmまでと形態に大きな変異があり、これはケカビ目の中では普通でない特徴である。形成過程を見ると、胞子嚢になる部分が膨らんでくると、その先端方向から内部の細胞質が胞子に分化して行く。基部付近の胞子が分化を始める頃には先端近くの胞子は十分に発達しており、柱軸の形はそれらが完成するまでは明らかにならない。また、この間に柱軸は黄色から強いオレンジ色に変色する。培地上では胞子嚢柄は倒れ伏して胞子を培地上に広げ、それが発芽すると元のコロニーから離れた外側に新たなコロニーを作る。
小胞子嚢は大きい胞子嚢柄とは別個の小胞子嚢柄の上に生じる。この小胞子嚢柄の形態はケカビ目中でも独特なものである。柄の先端部が何度も二叉分枝した枝先に小胞子嚢は生じ、その全景は低倍率で観察すると樹木のように見える。小胞子嚢には鞍型の柱軸があり、胞子は一個だけを含む。小胞子嚢壁は溶けてなくなり、胞子が出た後には鞍型の柱軸と、その基部を巡る襟状の部分が残る。胞子の大きさは18-21×12μmで、淡い黄色。

### 有性生殖
この菌は自家和合性で、単独株でもよく接合胞子嚢を形成する。また、この菌は接合する配偶子嚢の大きさが非常にはっきりと異なる異形配偶子嚢接合を行う。この点でもほぼ同型であることの多いケカビ目中では独特である。小さい方の接合子胞子嚢柄は通常の栄養菌糸とさほど変わらない太さ（20-25μm）であるのに対して、太い方の接合胞子嚢柄は直径85-100μmもある。寒天培地上では、接合胞子嚢の形成は主として寒天内部で行われる。接合時には、大きい方の配偶子嚢の部分が接合胞子嚢になる。完成した接合胞子嚢では、その壁は明らかに二層からなり、内側は透明で10-13μm、外側は褐色で12-25μmの厚みがある。その表面には複雑な網目状、迷路状の溝がある。

## 生育条件
この菌は低温を好む。麦芽寒天培地上のコロニーは、10℃ないし15℃では素早く成長し、直径7cmに達する。しかし15℃を越えると成長は大きく減じ、生存可能な温度の上限は25℃である。対照的に、低温では影響が少なく、凍結してもその生命力は衰えない。また、湿度もその生存には必須で、乾燥させるとすぐに死滅する。
接合胞子嚢形成においても低温が重要で、10-15℃が最適で、20℃以上では形成が見られなくなる。
この菌は野外ではキノコの上でしか発見されず、当初は寄生菌であると報告された。しかし培養のための培地には特殊なものは求められず、ごく標準的な培地でよく生育するので、条件的寄生菌とされる。人工的にはパンの上で培養出来た例すらある。この点で、同じくケカビ目で担子菌の子実体に生育するタケハリカビやフタマタケカビも、本菌と同様に培地でたやすく培養出来るという点で共通する。フタマタケカビではより広範囲のキノコの付くのに対し、本菌の方が宿主の対象はより狭く、特殊化していると言える。

## 基質
野外において出現する基質は、イグチ目 Boletales のキノコの子実体、それも主に腐敗したものに出現する。以下のような種から出現したことが報告されている。
- Boletus elegans
- B. laricunus
- B. cavipes
- Chrogomphus rutius
- Leccinum scabrum
- Paxillus involutus
- Suillus bovinus
- S. grevellei
- S. viscidus

## 生活史
Voglmayr & Krisai-Greilhuber(1996)はこの菌の生活史について、以下のように推測している。夏から秋の初めまでは、胞子嚢と小胞子嚢を形成して増殖する。これらの胞子、および腐敗したキノコは粘液質であるので風による散布は考えにくく、恐らくは昆虫が散布に預かる。温度が低下してくる秋の後半にはキノコの子実体の内部に接合胞子嚢が形成される。この胞子は厚膜であるので耐久胞子として機能し、翌年の夏までを地下で過ごす。なお、接合胞子嚢の発芽については知られていない。

## 分布
北半球から広く発見されているが、明らかにどこでも希少である。採集記録の多くはヨーロッパだが、北アメリカからも報告がある。

## 分類
古典的な形態による分類では大型の胞子嚢と小胞子嚢を有する点でエダケカビ科とするのが通例であった。他方、その形態的な特徴と条件的菌寄生性（寄生性ではあるが培地で培養可能）である点などの共通性をとらえ、フタマタケカビ・タケハリカビ、およびスポロディニエラと本属を併せてディクラノフォラ科とする説も提案された。後に分子系統の情報からもディクラノホラ科は支持を受け、さらに形態も生態も大きく異なるツガイケカビがこれに含まれるとする説も出た。
しかしより新しい解析ではこの科の構成種は単独の枝を構成せず、科の独立性は認められないとの報告もある。